# Areo (singolo)
Areo è un singolo del gruppo musicale italiano Rumatera, pubblicato il 16 giugno 2016 su Youtube.

## La canzone
Scritto quasi interamente in dialetto veneziano, il brano mette a confronto la nuova industria musicale, incentrata sul rap, e quella cui si rifanno i Rumatera stessi, ovvero maggiormente ispirata al punk rock californiano. Si tratta del primo brano inciso dal gruppo veneto senza Rocky Gio, sostituito qui per la prima volta dalla statunitense Jen Razavi.
La pubblicazione della canzone è avvenuta contestualmente a quella del videoclip ufficiale.
Il videoclip è stato girato a Ponzano Veneto a Maggio 2016.

## Tracce
1. Areo – 3:03